# Бил, Бобби
Ро́берт Хьюз Бил (англ. Robert Hughes Beale; 8 января 1884 — 5 октября 1950), более известный как Бо́бби Бил (англ. Bobby Beale) — английский футболист, вратарь.

## Карьера
Бобби Бил родился в Мейдстоне, Кент, где и начал футбольную карьеру, выступая за клуб «Мейдстон Юнайтед». Впоследствии выступал за клубы «Брайтон энд Хоув Альбион» и «Норвич Сити». В мае 1912 года перешёл в «Манчестер Юнайтед» за £275, проведя за клуб 3 сезона, в которых сыграл в 112 матчах (105 в Первом дивизионе и 7 в Кубке Англии). Его карьеру прервала Первая мировая война. После возобновления футбольных соревнований в Англии в 1919 году Бил перешёл в «Джиллингем», выступавший в Южной футбольной лиге. Сезон 1919/20 Бил начал в качестве основного голкипера клуба, но после 12 матчей потерял место в основе и вернулся в свой родной клуб «Мейдстон Юнайтед».